# John Trevorrow
John Kenneth Trevorrow (Melbourne, 18 de maig de 1949) va ser un ciclista australià que fou professional entre 1975 i 1987.
Del seu palmarès destaquen els tres Campionats d'Austràlia en ruta i les tres victòries finals al Herald Sun Tour.

## Palmarès en ruta
- 1975
  - 1r al Herald Sun Tour
- 1977
  - 1r al Herald Sun Tour
- 1978
  -  Campió d'Austràlia en ruta
- 1979
  -  Campió d'Austràlia en ruta
  - 1r al Herald Sun Tour i vencedor de 3 etapes
  - 1r al Examiner Tour of the North
- 1980
  -  Campió d'Austràlia en ruta
  - Vencedor d'una etapa del Herald Sun Tour
- 1981
  - Vencedor d'una etapa del Herald Sun Tour

### Resultats al Giro d'Itàlia
- 1981. 81 de la Classificació general

## Palmarès en pista
- 1981
  - 1r als Sis dies de Melbourne, amb Paul Medhurst